# Pete Wade
Pour les articles homonymes, voir Wade.
Herman Bland "Pete" Wade, né le 16 décembre 1934 à Norfolk (Virginie) et mort le 27 août 2024 à Hendersonville (Tennessee), est un guitariste américain.

## Biographie
Pete Wade naît le 16 décembre 1934 à Norfolk en Virginie. Fils d'Edward et de Lula Wade, Pete s'installe à Nashville en 1954. 
Guitariste de studio prolifique et polyvalent de Nashville, il joue sur de nombreux succès, notamment Crazy Arms de Ray Price et Young Love de Sonny James, deux des disques de country les plus populaires du milieu et de la fin des années 1950. Il meurt le 27 ou 28 août 2024 au domicile de sa fille à Hendersonville (Tennessee), près de Nashville.